# Cardigan (Ceredigion)
Cardigan Ceredigion megyei város Walesben, az Egyesült Királyságban. Lakosainak száma 4217 fő (2021).

## Népesség
A település népességének változása:

| 2011 | 4 184 |
| 2021 | 4 217 |